# 신준배
신준배 (辛俊培, 1985년 10월 26일 - )은 대한민국의 전직 축구 선수로서 포지션은 골키퍼였다.

## 축구인 생활

### 선수 생활
2009년 드래프트를 통해 대전 시티즌에 번외지명으로 입단하였지만, 최은성, 양동원 선수에 밀리며 데뷔 첫 해에 단 3경기 출장에 그쳤다.
2011년 4월 6일 승부조작에 가담한 사실이 적발되면서 선수 자격 및 지도자 자격이 영구 박탈되었다.